# Museu Marítim de Greenwich
El Museu Marítim Nacional (en anglès, National Maritime Museum NMM), ubicat a Greenwich (Londres), és el museu marítim més important del Regne Unit. Els edificis històrics formen part del Patrimoni de la Humanitat i també incorporen el Reial Observatori de Greenwich i la Queen's House del segle xvii. El museu és un organisme públic no departamental que és patrocinat pel Departament de Cultura, Mitjans i Esport.
El Museu va ser creat pel National Maritime Act of 1.934, sota el comandament d'una junta nomenada per H.M. Treasury. Va ser desenvolupat gràcies a les generoses donacions de sir James Caird. El rei Jordi VI va inaugurar oficialment el museu el 27 d'abril de 1937, quan la seva filla, la Princesa Isabel, posteriorment reina Isabel II, el va acompanyar per la jornada al llarg del Tàmesi. El primer director del Museu va ser sir Geoffrey Callender.

## Galeria

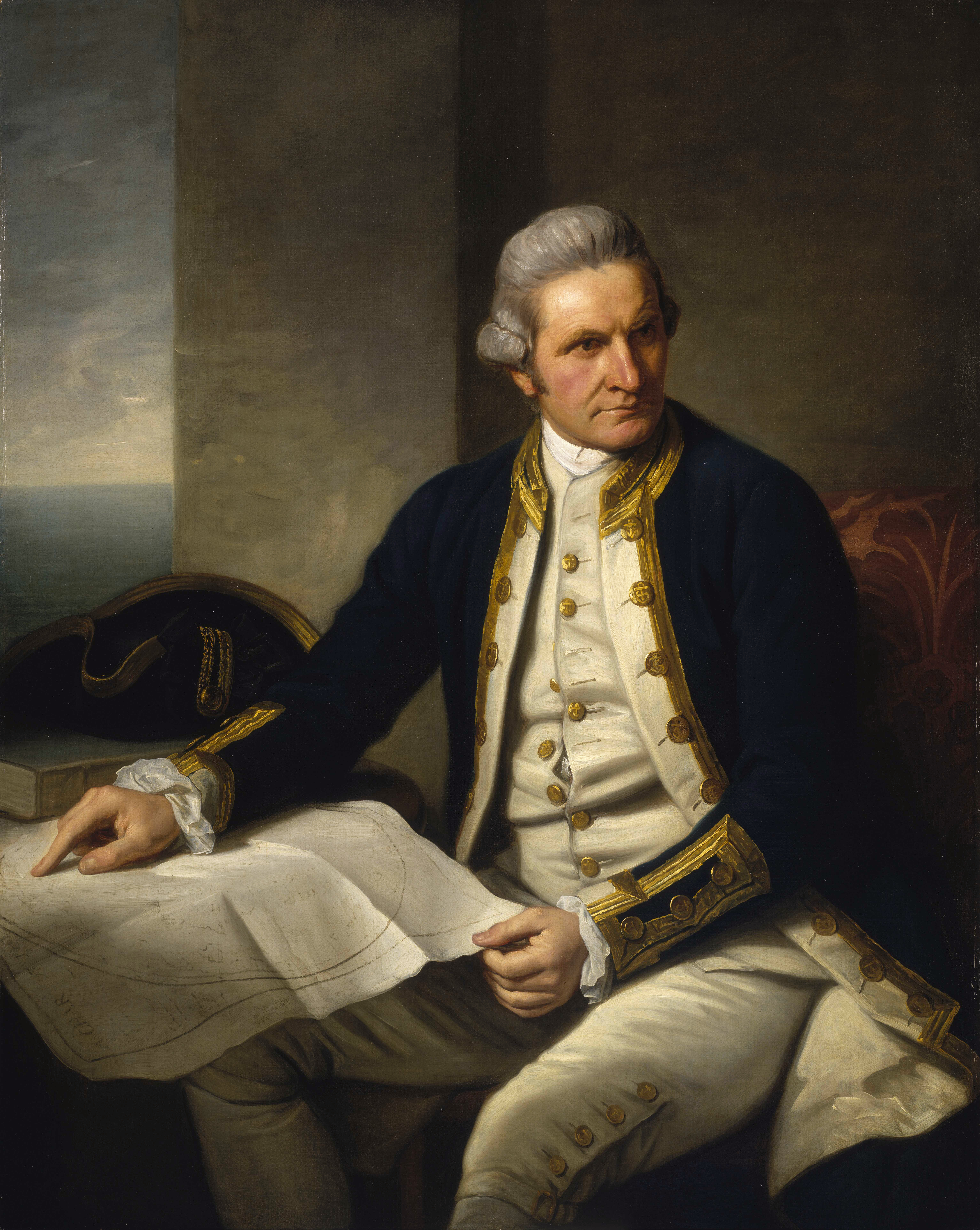
Retrat del Capità James Cook de Nathaniel Dance-Holland
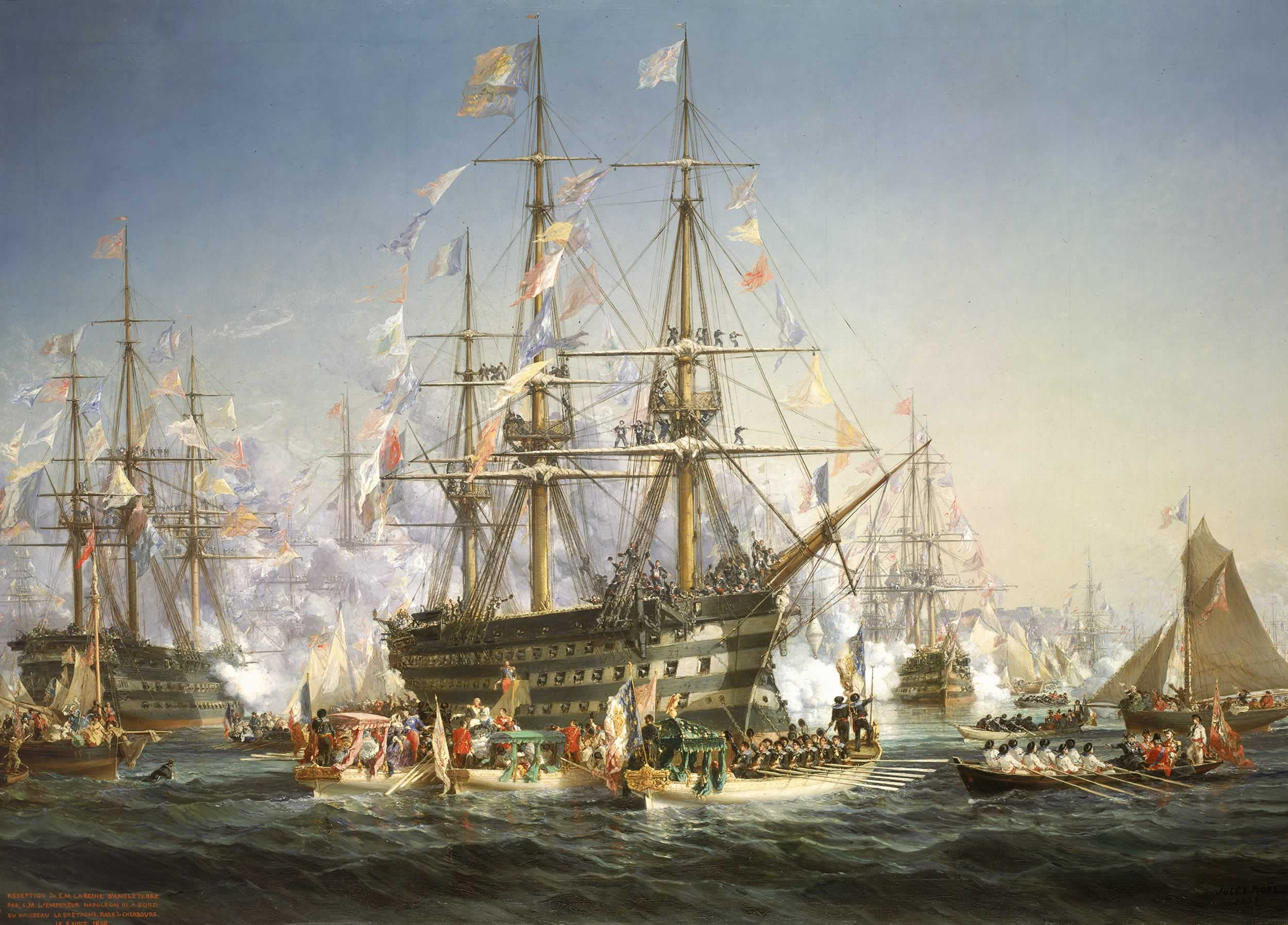
El vaixell francès Bretagne(1855), pintura de Jules Achille Noël, de 1859
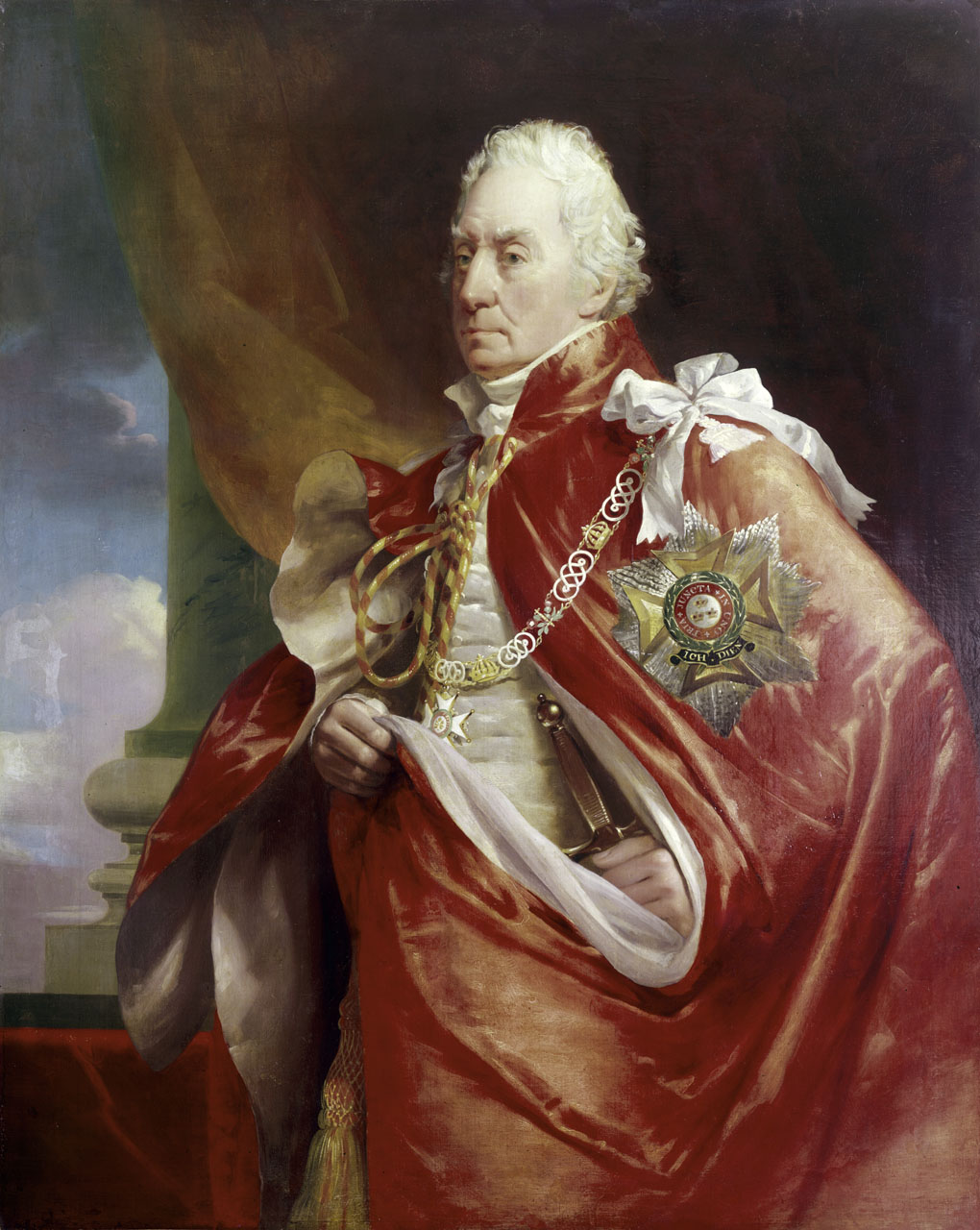
Almirall George Keith Elphinstone, 1er vescomte Keith de George Sanders
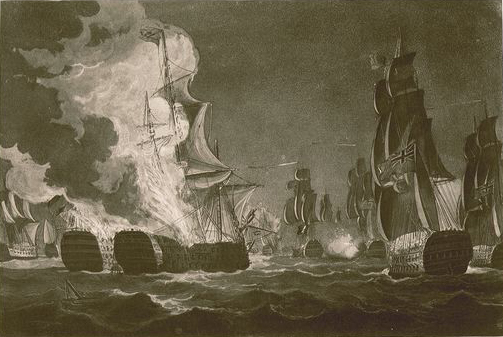
Reial Carles i Sant Hermenegild en flames (1816), pintura de Thomas Whitcombe.